# 自由鋳造・自由融解
自由鋳造・自由融解（じゆうちゅうぞう・じゆうゆうかい）は、本位貨幣制度（金本位制・銀本位制）において金ないし銀の価値と通貨の価値を連動・一致させる基本的な仕組みである。英語では free coinage / free melting という。
以下は金地金と金本位制を例として説明する。

## 自由鋳造
誰でも手持ちの金地金を造幣局に持ち込んで本位金貨幣の鋳造を請求できることである。ここで「自由」とは、本位金貨幣を造る自由ではなく、手持ちの金地金を本位金貨幣に作り直す請求が自由にできるということである。請求された造幣局は無償ないし廉価な手数料で、持ち込まれた金地金に相当する本位金貨幣を引き渡さねばならない。
金地金を持ち込むのは、政府であってもよいし、個人であっても良い。政府が国庫の金地金を金貨として発行・流通させることができる。また、個人が国外から持ち込んだ金地金を金貨にして、国内での決済に使用することができる。
金地金の他に、旧い金貨でも良いし、他国の金貨でもよい（他国にとっては自由融解となる）。

## 自由融解
誰でも手持ちの本位金貨幣を融解して金地金にする自由があることを言う。金地金価格が高騰したときには有利となる。また、これを国外に持ち出して交易の決済に資することができる。金貨幣の形態のまま持ち出して他国において本位金貨幣に鋳造することもできる（他国における自由鋳造）。

## 各国の自由鋳造・自由融解の制度

### 日本における制度
自由鋳造については、明治4年の新貨条例において前文論告中の
　「…地金ヲ持參シテ引換ヲ望ムモノヘハ速カニ改鑄シテ通用貨幣ヲ渡スヘシ…
　　…地金引換ヘノ規則等詳細ニ附録シ普ク國内ニ頒布諭告スルモノ也」
の文言に併せて、別添にて本位金貨幣ならびに一円銀貨の鋳造の規則や手数料を定めている。これにより地金を持参した者には本位貨幣を造幣して引き渡すことが定められた。自由融解については、禁じる条項がなかった。
しかし、明治11年太政官布告第2号「通用貨幣ヲ溶解シ又ハ毀傷スル等ヲ禁ス」で、自由融解が禁じられた。本位金貨幣の海外流出が激しく、これを抑止するためであった。
明治30年に金本位制を定めた貨幣法においては以下で改めて自由鋳造が定められた。
　第十四條 金地金ヲ輸納シ金貨幣ノ製造ヲ請フ者アルトキハ政府ハ其ノ請求ニ應スヘシ
しかし自由融解についてはなお禁じられていた。
第一次世界大戦中の1917年には、大蔵省令28号「金貨幣又ハ金地金輸出取締ニ関スル件」により、金の輸出が実質的に禁じられ、金本位制が実質的に停止したが、戦争特需で正貨が大いに蓄積され大戦後の大正10年には正貨21.83億円に達していた。
1930年（昭和5年）初頭に金輸出を再開（金解禁）したが、世界恐慌の中で激しい金流出を招き、1931年（昭和6年）末に再度金輸出禁止に踏み切った。この間も自由鋳造の制度は維持されており、1930年（昭和5年）から1931年（昭和6年）にかけて本位金貨幣、特に新二十圓金貨の造幣が進んだが、その大半は国外に流出し、正貨は4.69億円にまで減じていた。以後は本位金貨幣の鋳造は減退した。
1942年（昭和17年）に制定された日本銀行法の第七十六條「貨幣法第十四條ノ規定ハ當分ノ内之ヲ適用セズ」で自由鋳造が停止され、これをもって日本の自由鋳造制度は終了した。